# Света Петка (Галичник)
Вижте пояснителната страница за други значения на Света Петка.
„Света Петка“ (на македонска литературна норма: „Света Петка“) е възрожденска църква в дебърското село Галичник, Северна Македония. Църквата е част от Дебърско-Реканското архиерейско наместничество на Дебърско-Кичевската епархия на Македонската православна църква – Охридска архиепископия.

## Местоположение
Църквата е разположена в Долната или Станиш махала.

## История
Църквата датира от 1807 година или 1809 година, но в края на XX век е запусната.
Църквата е обновена в 1995 – 2000 година, благодарение на братята Илия и Благоя Филиповски, бизнесмени от Скопие, по произходи галичани. Обновената църква е осветена на 15 септември 2007 година от митрополит Тимотей Дебърско-Кичевски. Вместо с плочи е покрита с ламарина.

## Иконостас
Резбованият иконостас е дело на ранни дебърски майстори. Резбованият трикатен иконостасен кръст с четиримата евангелисти в четирите края е дело на Макрий Негриев Фръчковски, чиято родова къща е до църквата. Негово дело са и царските двери.

## Живопис
Стенописите са били дело на Серафим Макриев и Евгений Попкузманов, но са унищожени.
Иконите на иконостаса на църквата - царските, вторият горен ред с Големия Дейсис, Честния кръст с Разпятието и иконата на Свети Димитър на кон са дело на Теодосий Зограф от Велес и бележат пиковия момент в творчеството му. Лицата, които в по-ранното творчество на зографа излъчват доброта, са сковани, тъй като са безупречно изписани с бледа боя и сиви оттенъци и големите им очи с нова форма имат замръзнал поглед.
Според сведения на Янко Кузманов, който е правнук на Макрий Негриев, Макрий изписва три икони за църквата „Света Петка“, които обаче не са подписани.
- „Света Неделя“
- „Света Петка“, Теодосий Зограф, 30-те години на XIX век
- Кръщелно на Борислав Личеновски от църквата, 8 май 1917 година